# 로스토크구

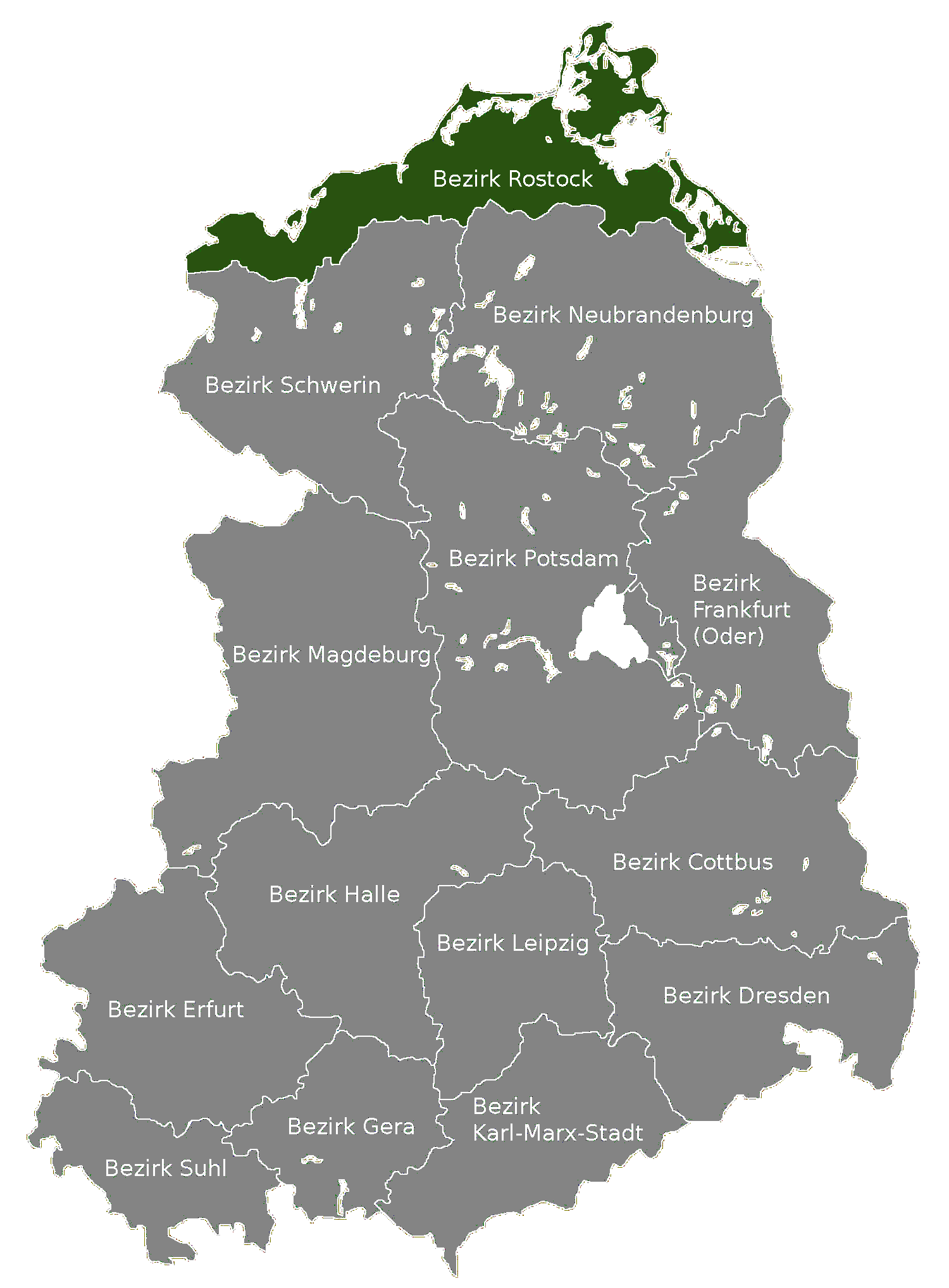
로스토크 구의 위치

로스토크구(독일어: Bezirk Rostock)는 과거 동독(독일 민주 공화국)에 존재했던 14개 구 가운데 하나로 구청 소재지는 로스토크였다.

## 행정 구역 정보
- 구청 소재지: 로스토크
- 면적: 7,075km2
- 인구: 916,500명 (1989년 당시 기준)
- 인구 밀도: 130명/km2
- 차량 번호판 코드: A
- 하위 행정 구역: 10개 군, 4개 시

## 역사
1952년 7월 25일에 시행된 행정 구역 개편 당시에 폐지된 주를 대신하여 신설된 14개 구 가운데 하나였다. 1990년 동서독 통일 당시에 메클렌부르크포어포메른 주에 편입되었다.

## 지리
동독 최북단에 위치한 구였으며 북쪽으로는 발트해 연안과 접하고 있었다. 동쪽으로는 폴란드, 서쪽으로는 서독과 국경을 접하고 있었으며 남쪽으로는 슈베린 구, 노이브란덴부르크 구와 접하고 있었다.

### 하위 행정 구역
- 10개 군(Landkreise): 바트도베란 군(Bad Doberan), 그라이프스발트 군(Greifswald), 그레베스뮐렌 군(Grevesmühlen), 그리멘 군(Grimmen), 리브니츠담가르텐 군(Ribnitz-Damgarten), 로스토크란트 군(Rostock-Land), 뤼겐 군(Rügen), 슈트랄준트 군(Stralsund), 비스마르 군(Wismar), 볼가스트 군(Wolgast)
- 4개 시(Stadtkreise): 그라이프스발트 시(Greifswald), 로스토크 시(Rostock), 슈트랄준트 시(Stralsund), 비스마르 시(Wismar)